# Šimon Zajíček
Šimon Zajíček (* 25. června 2001 Frýdlant) je český lední hokejista hrající na postu brankáře za tým Providence Bruins v AHL.

## Život
Narodil se ve Frýdlantě, městě ve Frýdlantském výběžku na severu České republiky. S hokejem začínal v krajském městě svého rodiště, v Liberci, kde nastupoval za místní Bílé Tygry. Hrál za ně rovněž v mládežnických kategoriích. Před sezónou 2018/2019 přestoupil do přípravky litvínovského klubu a hrál za jeho výběr do devatenácti let. Dalších devět utkání odehrál v rámci hostování za bílinské Draky. V průběhu ročníku 2019/2020 nastupoval za litvínovské juniory, na jedno utkání si zahrál i za muže Litvínova a stihl ještě hostovat v litoměřickém Stadionu a u mosteckých Lvů. Další ročník (2020/2021) hrál v barvách litvínovských juniorů i mužů a v rámci hostování též za Kadaň. V sezóně 2021/2022 hájil branku Litvínova a na hostování postupně rovněž Kadaně a Ústí nad Labem. Následující ročník 2022/2023 nastupoval za Litvínov a ve třech utkáních hostoval v sokolovském mužstvu. Před začátkem sezóny mu graficky připravil masku Jan Alinč, někdejší útočník Litvínova, který je po zranění ze zápasu v inline hokeji upoután na invalidní vozík. Pro sezónu 2023/2024, před níž podepsal s Litvínovem smlouvu na dva roky spolu s dvouletou opcí, byl opět kmenovým hráčem Litvínova, za který nastoupil v české nejvyšší soutěži, ale hostoval také ve Slavii Praha.
Poslední lednový den roku 2024 Zajíčka vybral trenér české hokejové reprezentace Radim Rulík do svého výběru pro Švédské hokejové hry. Pro brankáře to byla první zkušenost s mužskou reprezentací své vlasti.V květnu 2025 podepsal roční dvoucestný kontrakt s týmem Boston Bruins, který hraje v NHL.

## Ocenění a úspěchy
- 2025 ČHL – Nejvyšší úspěšnost zákroků

## Prvenství
- Debut v ČHL - 3. prosince 2019 (BK Mladá Boleslav proti HC Verva Litvínov)
- První inkasovaný gól v ČHL - 26. prosince 2020 (Bílí Tygři Liberec proti HC Verva Litvínov, českým útočníkem Adamem Musilem)
- První čisté konto v ČHL - 29. ledna 2023 (HC Verva Litvínov proti Banes Motor České Budějovice)